# (200206) 1999 TS61
(200206) 1999 TS61 es un asteroide perteneciente al cinturón de asteroides, descubierto el 7 de octubre de 1999 por el equipo del Spacewatch desde el Observatorio Nacional de Kitt Peak, Arizona, Estados Unidos.

## Designación y nombre
Designado provisionalmente como 1999 TS61.

## Características orbitales
1999 TS61 está situado a una distancia media del Sol de 2,709 ua, pudiendo alejarse hasta 3,021 ua y acercarse hasta 2,397 ua. Su excentricidad es 0,115 y la inclinación orbital 3,814 grados. Emplea 1629,04 días en completar una órbita alrededor del Sol.

## Características físicas
La magnitud absoluta de 1999 TS61 es 17.